# Birinci Lig 1956/57
Die Birinci Lig 1956/57 war die 2. Saison der höchsten zyperntürkischen Spielklasse im Männerfußball.
Der Vorjahresmeister Doğan Türk Birliği SK konnte seinen Titel erfolgreich verteidigen. 

## Abschlusstabelle
| Pl. | Verein                    | Sp. | S  | U | N  | Tore    | Diff. | Punkte |
| --- | ------------------------- | --- | -- | - | -- | ------- | ----- | ------ |
| 1.  | Doğan Türk Birliği SK (M) | 12  | 10 | 1 | 1  | 039:110 | +28   | 21:30  |
| 2.  | Çetinkaya TSK             | 12  | 9  | 2 | 1  | 058:130 | +45   | 20:40  |
| 3.  | Gençlik Gücü TSK          | 12  | 7  | 2 | 3  | 036:200 | +16   | 16:80  |
| 4.  | Mağusa Türk Gücü          | 12  | 6  | 1 | 5  | 032:290 | +3    | 13:11  |
| 5.  | Yenicami Ağdelen (N)      | 12  | 3  | 0 | 9  | 018:300 | −12   | 06:18  |
| 6.  | Gençler Birligi           | 12  | 2  | 0 | 10 | 013:630 | −50   | 04:20  |
| 7.  | Baf Ülkü Yurdu            | 12  | 2  | 0 | 10 | 009:390 | −30   | 04:20  |

| (M) | amtierender Meister           |
| (N) | Aufsteiger der letzten Saison |